# Halina Lorenc
Halina Maria Lorenc (ur. ok. 1936, zm. 5 sierpnia 2020) – polska klimatolog, prof. dr hab.

## Życiorys
Obroniła pracę doktorską, 27 października 1997 habilitowała się na podstawie pracy zatytułowanej Struktura i zasoby energetyczne wiatru w Polsce. Otrzymała nominację profesorską. Pracowała na stanowisku profesora w Instytucie Meteorologii i Gospodarki Wodnej, oraz profesora nadzwyczajnego w Instytucie Meteorologii i Gospodarki Wodnej – Państwowego Instytutu Badawczego.
Była zatrudniona na stanowisku członka prezydium ZG i wiceprezesa Polskiego Towarzystwa Geofizycznego, a także przewodniczącego na Oddziale Warszawskiego Towarzystwa.
Piastowała stanowisko członka Komitetu Narodowego do spraw Współpracy z Międzynarodowym Programem „Zmiany Globalne Geosfery i Biosfery” (IGBP Global Change) prezydium Polskiej Akademii Nauk.